# EPrix van Marrakesh 2020
De ePrix van Marrakesh 2020 werd gehouden op 29 februari 2020 op het Circuit International Automobile Moulay El Hassan. Het was de vijfde race van het zesde Formule E-seizoen. De race werd georganiseerd als vervanger van de ePrix van Hongkong, die werd afgelast vanwege de protesten in het land. Het was de laatste race die werd gehouden voordat het seizoen zou worden onderbroken vanwege de coronapandemie.
De race werd gewonnen door DS Techeetah-coureur António Félix da Costa, die vanaf pole position zijn eerste zege voor dit team boekte. Maximilian Günther werd voor BMW i Andretti Motorsport tweede, terwijl de tweede Techeetah-coureur Jean-Éric Vergne als derde eindigde.

## Kwalificatie
| Pos                 | No | Coureur                | Team                             | Q1        | Q2       | Grid |
| ------------------- | -- | ---------------------- | -------------------------------- | --------- | -------- | ---- |
| 1                   | 13 | António Félix da Costa | DS Techeetah                     | 1:17.640  | 1:17.158 | 1    |
| 2                   | 28 | Maximilian Günther     | BMW i Andretti Motorsport        | 1:17.562  | 1:17.227 | 2    |
| 3                   | 36 | André Lotterer         | TAG Heuer Porsche Formula E Team | 1:17.582  | 1:17.253 | 3    |
| 4                   | 17 | Nyck de Vries          | Mercedes-Benz EQ Formula E Team  | 1:17.743  | 1:17.590 | 4    |
| 5                   | 48 | Edoardo Mortara        | ROKiT Venturi Racing             | 1:17.631  | 1:17.803 | 5    |
| 6                   | 23 | Sébastien Buemi        | Nissan e.Dams                    | 1:17.779  | 1:17.811 | 6    |
| 7                   | 64 | Jérôme d'Ambrosio      | Mahindra Racing                  | 1:17.798  |          | 7    |
| 8                   | 27 | Alexander Sims         | BMW i Andretti Motorsport        | 1:17.830  |          | 8    |
| 9                   | 22 | Oliver Rowland         | Nissan e.Dams                    | 1:17.839  |          | 9    |
| 10                  | 51 | James Calado           | Panasonic Jaguar Racing          | 1:17.867  |          | 10   |
| 11                  | 25 | Jean-Éric Vergne       | DS Techeetah                     | 1:17.928  |          | 11   |
| 12                  | 6  | Brendon Hartley        | GEOX Dragon                      | 1:17.944  |          | 12   |
| 13                  | 11 | Lucas di Grassi        | Audi Sport ABT Schaeffler        | 1:17.958  |          | 13   |
| 14                  | 2  | Sam Bird               | Envision Virgin Racing           | 1:18.064  |          | 14   |
| 15                  | 94 | Pascal Wehrlein        | Mahindra Racing                  | 1:18.069  |          | 15   |
| 16                  | 7  | Nico Müller            | GEOX Dragon                      | 1:18.203  |          | 16   |
| 17                  | 5  | Stoffel Vandoorne      | Mercedes-Benz EQ Formula E Team  | 1:18.218  |          | 17   |
| 18                  | 66 | Daniel Abt             | Audi Sport ABT Schaeffler        | 1:18.229  |          | 18   |
| 19                  | 3  | Oliver Turvey          | NIO 333 FE Team                  | 1:18.313  |          | 19   |
| 20                  | 19 | Felipe Massa           | ROKiT Venturi Racing             | 1:18.675  |          | 20   |
| 21                  | 33 | Ma Qing Hua            | NIO 333 FE Team                  | 1:19.359  |          | 21   |
| 110%-tijd: 1:25.318 |    |                        |                                  |           |          |      |
| 22                  | 4  | Robin Frijns           | Envision Virgin Racing           | 1:27.444  |          | 22   |
| 23                  | 18 | Neel Jani              | TAG Heuer Porsche Formula E Team | 1:32.690  |          | 23   |
| NC                  | 20 | Mitch Evans            | Panasonic Jaguar Racing          | geen tijd |          | 24   |

## Race
| Pos | No | Coureur                | Team                             | Rondes | Tijd/Oorzaak uitval | Grid | Punten |
| --- | -- | ---------------------- | -------------------------------- | ------ | ------------------- | ---- | ------ |
| 1   | 13 | António Félix da Costa | DS Techeetah                     | 34     | 46:52.757           | 1    | 28     |
| 2   | 28 | Maximilian Günther     | BMW i Andretti Motorsport        | 34     | +11.427             | 2    | 19     |
| 3   | 25 | Jean-Éric Vergne       | DS Techeetah                     | 34     | +12.034             | 11   | 15     |
| 4   | 23 | Sébastien Buemi        | Nissan e.Dams                    | 34     | +12.282             | 6    | 12     |
| 5   | 48 | Edoardo Mortara        | ROKiT Venturi Racing             | 34     | +15.657             | 5    | 10     |
| 6   | 20 | Mitch Evans            | Panasonic Jaguar Racing          | 34     | +16.335             | 24   | 9      |
| 7   | 11 | Lucas di Grassi        | Audi Sport ABT Schaeffler        | 34     | +18.706             | 13   | 6      |
| 8   | 36 | André Lotterer         | TAG Heuer Porsche Formula E Team | 34     | +19.498             | 3    | 4      |
| 9   | 22 | Oliver Rowland         | Nissan e.Dams                    | 34     | +20.126             | 9    | 2      |
| 10  | 2  | Sam Bird               | Envision Virgin Racing           | 34     | +20.295             | 14   | 1      |
| 11  | 17 | Nyck de Vries          | Mercedes-Benz EQ Formula E Team  | 34     | +20.557             | 4    |        |
| 12  | 4  | Robin Frijns           | Envision Virgin Racing           | 34     | +22.373             | 22   |        |
| 13  | 64 | Jérôme d'Ambrosio      | Mahindra Racing                  | 34     | +22.785             | 7    |        |
| 14  | 66 | Daniel Abt             | Audi Sport ABT Schaeffler        | 34     | +25.080             | 18   |        |
| 15  | 5  | Stoffel Vandoorne      | Mercedes-Benz EQ Formula E Team  | 34     | +25.969             | 17   |        |
| 16  | 51 | James Calado           | Panasonic Jaguar Racing          | 34     | +26.528             | 10   |        |
| 17  | 19 | Felipe Massa           | ROKiT Venturi Racing             | 34     | +27.476             | 20   |        |
| 18  | 18 | Neel Jani              | TAG Heuer Porsche Formula E Team | 34     | +44.476             | 23   |        |
| 19  | 6  | Brendon Hartley        | GEOX Dragon                      | 34     | +49.002             | 12   |        |
| 20  | 7  | Nico Müller            | GEOX Dragon                      | 34     | +53.075             | 16   |        |
| 21  | 3  | Oliver Turvey          | NIO 333 FE Team                  | 34     | +59.969             | 19   |        |
| 22  | 94 | Pascal Wehrlein        | Mahindra Racing                  | 34     | +1:13.414           | 15   |        |
| 23  | 33 | Ma Qing Hua            | NIO 333 FE Team                  | 33     | +1 ronde            | 21   |        |
| DNF | 27 | Alexander Sims         | BMW i Andretti Motorsport        | 33     | Aandrijving         | 8    |        |

## Tussenstanden wereldkampioenschap

### Coureurs
| Positie | No. | Rijder                 | Team                            | Punten |
| ------- | --- | ---------------------- | ------------------------------- | ------ |
| 01      | 13  | António Félix da Costa | DS Techeetah                    | 67     |
| 02      | 20  | Mitch Evans            | Panasonic Jaguar Racing         | 56     |
| 03      | 27  | Alexander Sims         | BMW i Andretti Motorsport       | 46     |
| 04      | 28  | Maximilian Günther     | BMW i Andretti Motorsport       | 44     |
| 05      | 11  | Lucas di Grassi        | Audi Sport ABT Schaeffler       | 38     |
| 06      | 5   | Stoffel Vandoorne      | Mercedes-Benz EQ Formula E Team | 38     |
| 07      | 48  | Edoardo Mortara        | ROKiT Venturi Racing            | 32     |
| 08      | 25  | Jean-Éric Vergne       | DS Techeetah                    | 31     |
| 09      | 22  | Oliver Rowland         | Nissan e.dams                   | 30     |
| 10      | 2   | Sam Bird               | Envision Virgin Racing          | 29     |

### Constructeurs
| Positie | Team                             | Punten |
| ------- | -------------------------------- | ------ |
| 01      | DS Techeetah                     | 98     |
| 02      | BMW i Andretti Motorsport        | 90     |
| 03      | Panasonic Jaguar Racing          | 66     |
| 04      | Nissan e.dams                    | 57     |
| 05      | Mercedes-Benz EQ Formula E Team  | 56     |
| 06      | Audi Sport ABT Schaeffler        | 46     |
| 07      | Envision Virgin Racing           | 39     |
| 08      | ROKiT Venturi Racing             | 34     |
| 09      | TAG Heuer Porsche Formula E Team | 25     |
| 10      | Mahindra Racing                  | 17     |